# Medaglie d’Oro (stacja metra)
Medaglie d'Oro – stacja metra w Neapolu, na Linii 1 (żółtej). 
Znajduje się pod Piazza Medaglie d'Oro.
Stacja została otwarta 28 marca 1993.